# Stadsmusikant
Stadsmusikant er en person, der havde ret og pligt til, alene eller sammen med andre, at levere festmusik for borgerne i den by, hvor han var ansat og i nogle tilfælde i et landdistrikt uden om byen. Fænomenet har sin oprindelse i Mellemeuropa, specielt Tyskland, og udviklede sig gennem 5-600 år i mange variationer, indtil det gradvis forsvandt. Fænomenets betegnelse varierer fra tid til tid og fra sted til sted, men også på grund af forskelle i status og forpligtelser. På tysk er ordet Stadtpfeifer almindeligt, men også Stadtmusicus, Stadtspielmann, Stadtinstrumentist, Stadtmusikant eller andre findes. I Danmark hører man tilsvarende bl.a. om byens spillemand, stadsmusicus eller stadens instrumentister. 

## Baggrund
Middelalderens musikliv var stærkt domineret af kirken, som i lange perioder ytrede stor modvilje over for instrumentalmusik. Uden for kirkerne fandtes der dog en anden verden, hvor dans og sang godt kunne bruge instrumenterne. Tidens musikere var delt i 3 grupper. 1. Kirkens mænd der dyrkede sangen til Gud. 2. De begavede amatører, adelsfolk og sågar kongelige (troverer/troubadourer/minnesangere), der sang om krig og kærlighed og 3. de gemene spillemænd, der spillede til fest og fornøjelser. Disse omrejsende spillemænd, ioculatores eller gøglere, stod uden for det normale samfund, og rangerede i begyndelsen socialt på linje med rakkere, bødler og tatere. 
Efterhånden som en række magtfulde og rige byer voksede frem, opstod der et behov for musik til både officiel og privat brug. Gradvist blev musikerne optaget i byernes borgerskab og vandt en større anseelse. Også de mange fyrstehoffer og hære bidrog til at fremelske en stand af musikanter, der kunne kaste glans over livets fester og højtidelige begivenheder.
Udviklingen var forskellig fra sted til sted. Alene byernes størrelse gjorde en stor forskel. Byen Eisenach, der senere blev Bachs fødeby, nævnes i 1500-tallet som en ”lille” by med 6000 indbyggere. I Danmark ville den på den tid være den største efter København. Men også krig og sygdom, byernes status som selvstyrende eller fyrsteregerede og mange andre traditioner gav anledning til forskelle. 

## Historien i Danmark
Vikingetidens skjalde var højt ansete, men under dem var også i Norden spillemænd af lavere rang. Leger, kaldtes en sådan musikant, der måske også var klovn og akrobat eller havde andre roller. Men også her blev musikanterne gradvist mere ansete. I løbet af 1300- og 1400-tallet bosatte flere af dem sig i danske byer. Den ældste kendte kontrakt vedrører Jes Lassen, der blev ansat som spillemand i Århus i 1500. I begyndelsen var de fleste musikere kommet til landet sydfra, mest fra de tyske områder, men efterhånden blev landet selvforsynende. Stadsmusikanterne havde nemlig i mange tilfælde lærlinge og svende som andre håndværkere. Samtidig blev standen forsynet fra kongens forskellige husholdninger, mest fra hær og flåde, som havde stort behov for trommer, piber og trompeter til signaler af mange slags. Disse folk kunne være stadsmusikanter eller svende med pligt til at melde sig til tjeneste i tilfælde af krig. 
Systemets fulde blomstring kom i 1600- og 1700-tallet. I store dele af den periode var landet inddelt i 26 stadsmusikantdistrikter, der havde centrum i de større byer, men også omfattede landdistrikterne. I disse distrikter havde stadsmusikanten eneret på at levere verdslig musik til borgere og bønder. For dette arbejde fik nogle en fast mindre løn, men de fleste måtte leve af betaling pr. tjeneste. Stadsmusikanten kunne så ansætte hjælpere eller bortforpagte dele af distriktet til andre. Der er masser af eksempler på retstvister, der handler om overtrædelse af reglerne, og på bønskrifter fra stadsmusikanterne om forbedring af deres forhold. 
Hen mod slutningen af 1700-tallet var det danske samfund på vej væk fra privilegiesystemerne. De sidste rester af stadsmusiksystemet blev afskaffet midt i 1800-tallet. Men H.C. Lumbye og Tivoli fik så sent som i 1847 en sag på halsen fra Københavns stadsmusikant Carl Gottlob Füssel om overtrædelse af hans privilegium. 